# 宇田荻邨

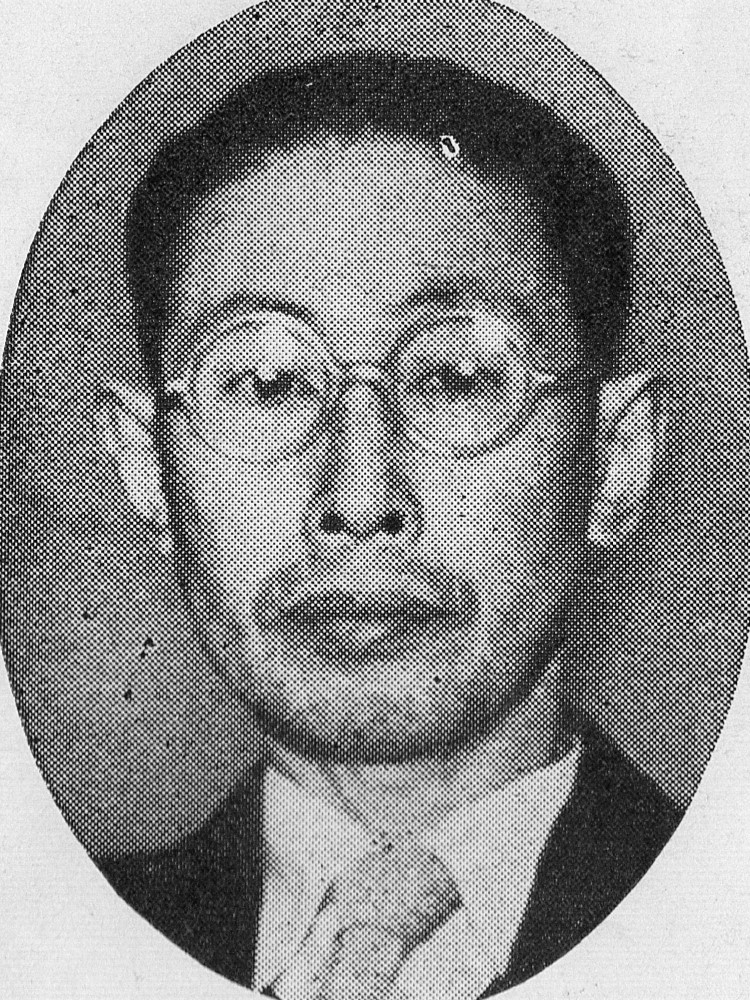
宇田荻邨

宇田 荻邨（うだ てきそん、1896年〈明治29年〉6月30日 - 1980年〈昭和55年〉1月28日）は、日本画家、日本芸術院会員。三重県松阪市生まれ。本名・善次郎。

## 略歴
- 1903年（明治36年）  - 松坂第一尋常高等小学校に入学
- 1911年（明治44年）  - 同校卒
- 1913年（大正2年）  - 京都に移り菊池芳文、のち菊池契月に師事
- 1914年（大正3年）  - 芳文の勧めで、京都市立絵画専門学校別科（現：京都市立芸術大学）入学
- 1918年（大正7年）  - 同校卒。在学中から甲斐庄楠音、岡本神草らと研究会「みつりつ会」に加わり、卒業後も制作を続ける
- 1919年（大正8年）  - 第1回帝展で「夜の一力」で初入選
- 1923年（大正12年）  - 「花畑」が大阪毎日新聞社賞受賞
- 1925年（大正14年）  - 第6回帝展で「山村」が特選
- 1926年（大正15年）  - 第7回帝展で「淀の水車」（現大倉集古館蔵）が特選、帝国美術院賞を受賞
- 1925年－1929年 - 京都市立美術工芸学校教諭
- 1928年（昭和3年）  - 帝展審査員
- 1929年（昭和4年）  - 京都市立絵画専門学校助教授
- 1936年（昭和11年）  - 同教授
- 1937年より文展出品
- 1950年（昭和25年）  - 日展運営会参事
- 1956年（昭和31年）  - 画塾白申社を創設[1]
- 1961年（昭和36年）  - 日本芸術院会員
- 1962年（昭和37年）  - 日展理事
- 1967年（昭和42年）  - 勲三等瑞宝章受章
- 1972年（昭和47年）  - 松阪市名誉市民となる[2]
- 1973年（昭和48年）  - 日展顧問

## 代表作
| 作品名     | 技法     | 形状・員数 | 寸法（縦x横cm） | 所有者             | 年代               | 出品展覧会                  | 落款 | 備考         |
| ---------- | -------- | ---------- | --------------- | ------------------ | ------------------ | --------------------------- | ---- | ------------ |
| 夜の一力   | 絹本着色 | 二曲一隻   |                 | 個人               | 1919年（大正8年）  | 第1回帝展初入選             |      |              |
| 大夫       | 絹本着色 | 二曲一隻   |                 | 京都市美術館       | 1920年（大正9年）  | 第2回帝展                   |      |              |
| 港         | 絹本着色 | 二曲一隻   |                 | 京都市美術館       | 1921年（大正10年） | 第3回帝展                   |      |              |
| 木陰       | 絹本着色 | 二曲一隻   |                 | 三重県立美術館     | 1922年（大正11年） | 第4回帝展                   |      |              |
| 淀の水車   | 絹本着色 | 二曲一隻   |                 | 大倉集古館         | 1926年（昭和元年） | 第7回帝展特選・帝国美術院賞 |      |              |
| 渓間       | 絹本着色 | 二曲一隻   |                 | 宮内庁             | 1927年（昭和2年）  | 第8回帝展                   |      | 宮内庁買上。 |
| 高雄の女   | 絹本着色 | 二曲一隻   |                 | 足立美術館         | 1928年（昭和3年）  | 第9回帝展                   |      |              |
| 魞（えり） | 絹本着色 | 額装1面    |                 | 松阪市立第一小学校 | 1931年（昭和6年）  | 第12回帝展                  |      |              |
| 簗         | 絹本着色 | 額装1面    |                 | 松阪市立第一小学校 | 1933年（昭和8年）  | 第14回帝展                  |      |              |
| 松         | 紙本着色 | 額装1面    | 151.8x167.0     | 大阪市立美術館     | 1933年（昭和8年）  | 関西邦画展覧会              |      |              |

## 参考資料
展覧会図録
- 『画業60年記念 宇田荻邨展 ─京の四季─』 1977年
- 加藤類子監修 東京ステーションギャラリー 産経新聞社企画・編集 『京洛の四季を描く 宇田荻邨展』 産経新聞大阪本社、1997年